# Sándor Gellér
Sándor Gellér (Vesszős, 12 luglio 1925 – Budapest, 13 marzo 1996) è stato un calciatore ungherese, di ruolo portiere.

## Carriera
Fece parte della Nazionale ungherese alle Olimpiadi del 1952.

## Statistiche

### Cronologia presenze e reti in nazionale
| Cronologia completa delle presenze e delle reti in nazionale ― Ungheria | Cronologia completa delle presenze e delle reti in nazionale ― Ungheria | Cronologia completa delle presenze e delle reti in nazionale ― Ungheria | Cronologia completa delle presenze e delle reti in nazionale ― Ungheria | Cronologia completa delle presenze e delle reti in nazionale ― Ungheria | Cronologia completa delle presenze e delle reti in nazionale ― Ungheria | Cronologia completa delle presenze e delle reti in nazionale ― Ungheria | Cronologia completa delle presenze e delle reti in nazionale ― Ungheria |
| Data                                                                    | Città                                                                   | In casa                                                                 | Risultato                                                               | Ospiti                                                                  | Competizione                                                            | Reti                                                                    | Note                                                                    |
| ----------------------------------------------------------------------- | ----------------------------------------------------------------------- | ----------------------------------------------------------------------- | ----------------------------------------------------------------------- | ----------------------------------------------------------------------- | ----------------------------------------------------------------------- | ----------------------------------------------------------------------- | ----------------------------------------------------------------------- |
| 24-9-1950                                                               | Budapest                                                                | Ungheria                                                                | 12 – 0                                                                  | Albania                                                                 | Amichevole                                                              | -                                                                       |                                                                         |
| 18-11-1951                                                              | Budapest                                                                | Ungheria                                                                | 8 – 0                                                                   | Finlandia                                                               | Amichevole                                                              | -                                                                       |                                                                         |
| 22-6-1952                                                               | Helsinki                                                                | Finlandia                                                               | 1 – 6                                                                   | Ungheria                                                                | Amichevole                                                              | −1                                                                      | 46’                                                                     |
| 25-11-1953                                                              | Londra                                                                  | Inghilterra                                                             | 3 – 6                                                                   | Ungheria                                                                | Amichevole                                                              | -                                                                       | 78’                                                                     |
| 23-5-1954                                                               | Budapest                                                                | Ungheria                                                                | 7 – 1                                                                   | Inghilterra                                                             | Amichevole                                                              | -                                                                       | 77’                                                                     |
| 29-4-1956                                                               | Budapest                                                                | Ungheria                                                                | 2 – 2                                                                   | Jugoslavia                                                              | Coppa Internazionale 1955-1960                                          | −2                                                                      |                                                                         |
| 20-5-1956                                                               | Budapest                                                                | Ungheria                                                                | 2 – 4                                                                   | Cecoslovacchia                                                          | Coppa Internazionale 1955-1960                                          | −4                                                                      |                                                                         |
| 3-6-1956                                                                | Bruxelles                                                               | Belgio                                                                  | 5 – 4                                                                   | Ungheria                                                                | Amichevole                                                              | −4                                                                      | 39’                                                                     |
| Totale                                                                  |                                                                         | Presenze                                                                | 8                                                                       |                                                                         | Reti                                                                    | −11                                                                     |                                                                         |

## Palmarès

### Club

#### Competizioni nazionali
- Campionato ungherese: 3

MTK Budapest: 1951, 1953, 1957-1958
- Coppa d'Ungheria: 1

MTK Budapest: 1951-1952

#### Competizioni internazionali
- Coppa Mitropa: 1

MTK Budapest: 1955

### Nazionale
- Oro olimpico: 1

Helsinki 1952